# Mylothris smithii
Mylothris smithii är en fjärilsart som först beskrevs av Paul Mabille 1879.  Mylothris smithii ingår i släktet Mylothris och familjen vitfjärilar. Inga underarter finns listade i Catalogue of Life.